# Бериън (окръг, Джорджия)
Окръг Бериън (на английски: Berrien County) е окръг в щата Джорджия, Съединени американски щати. Площта му е 1186 km², а населението - 16 756 души. Административен център е град Нашвил.